# Bab El Oued
Bab El Oued (em árabe: باب الوادى) é uma comuna localizada na província de Argel, no norte da Argélia. Em 2008, sua população era de 64 732 habitantes.